# Windows Vista
Windows Vista je již nepodporovaný operační systém z řady Windows NT firmy Microsoft, který byl poprvé vydán v roce 2007. Všeobecná podpora byla ukončena 10. dubna 2012, bezpečnostní aktualizace byly vydávány do konce rozšířené podpory dne 11. dubna 2017. Označení vista znamená výhled, rozhled. Systém Windows Vista byl určen pro obecné použití na domácích či firemních osobních počítačích, laptopech či mediálních centrech. Systém sdílí důležité části se systémem Windows Server 2008. Windows Vista se vyznačoval značnou nekompatibilitou se starším software i hardware a vysokými hardwarovými požadavky, které byly příčinou nízkého výkonu (ve srovnání se starším systémem Windows XP). Přes některá dílčí vylepšení a opravy se systém Windows Vista nikdy nezbavil špatné pověsti a neoblíbenosti u koncových uživatelů a ve srovnání se staršími či pozdějšími produkty Microsoftu dosáhl jen zlomek podílu na trhu operačních systémů (v době ukončení podpory, v dubnu 2012, to bylo necelých 9 %).

## Časový přehled
Původní plán počítal s vydáním Visty jako mezikrok mezi Windows XP a Windows Blackcomb, postupně však byla velká část významných inovací plánovaných do Windows Blackcombu přenesena do Windows Vista.
V srpnu 2004 Microsoft oznámil, že plán vývoje nové verze (tehdy ještě známé jen jako Longhorn) se zásadním způsobem mění; v podstatě celý vývoj začal od znova, s tím, že základem pro vývoj se stal systém Windows Server 2003. V rámci tohoto rozhodnutí Microsoft oznámil, že nový souborový systém WinFS nebude součástí první verze, aby se vydání Visty stihlo „v rozumném čase“.
Oficiální název Windows Vista byl představen 22. července 2005. Dne 27. července 2005 byla uvedena první betaverze, Windows Vista Beta 1 (build 5112), která byla k dispozici předplatitelům MSDN, vybrané části betatesterů a na některých konferencích pořádaných Microsoftem, jako např. Professional Developers Conference (PDC) a WinHEC. V květnu 2006 byla uvolněna Beta 2. V září 2006 společnost Microsoft uvolnila verzi Release Candidate 1 (RC1), od 14. září 2006 volně ke stažení na firemních webových stránkách.
Finální produkt (RTM) byl v anglické verzi do výroby uvolněn 9. listopadu 2006. Prodej byl v Česku zahájen v listopadu 2006 (pro firemní zákazníky prostřednictvím multilicenčních smluv) a 30. ledna 2007 pro všechny ostatní. Česká verze byla k dispozici od 1. března 2007.
Windows Vista byl vnitřně označován jako Windows verze 6.0 (přičemž Windows 2000, Windows XP a Windows Server 2003 jsou označeny jako 5.0, 5.1, resp. 5.2 podle verze jádra NT).

### Aktualizační balíčky
První aktualizační balíček (anglicky service pack) byl uvolněn 18. března 2008. Druhý (SP2) byl uvolněn 26. května 2009. Dne 27. října 2009 byl vydán Platform Update for Windows Vista, který obsahoval některé komponenty vydané společně s Windows 7 včetně aktualizovaných běhových knihoven (v automatickém seznamu aktualizací byl označen jako doporučený).

## Základní technologie
Microsoft jako tzv. „pilíře Visty“ označuje:
Základní technologiev základní struktuře operačního systému byly provedeny zásadní úpravy, kam patří mimo jiné využití technologie .NET Framework, nový grafický a zvukový subsystém, výraznější podpora pro digital rights management (DRM, ochrana proti neoprávněnému kopírování), lepší podporu pro instalaci programů (technologie ClickOnce a nová verze služby Windows Installer).
Windows Presentation FoundationWindows Presentation Foundation (též WPF), dříve známé pod krycím názvem Avalon byl nový systém grafického uživatelského rozhraní a API založených na technologiích XML, .NET a vektorové grafice, který bude využívat schopností moderních grafických adaptérů a technologie DirectX.
Windows Communication FoundationWindows Communication Foundation (též WCF), dříve známé pod krycím názvem Indigo je systém přenosu zpráv mezi programy pro podporu lokální i vzdálené spolupráce, podobně jako u web services.
Windows Workflow FoundationWindows Workflow Foundation (též WF) je podpora pro business scénáře a programování složitých workflow procesů.
Windows CardSpaceWindows CardSpace je nový model ověřování identity uživatelů na webu pomocí technologie InfoCards postavené nad standardem Itentity Metasystem.

## Vizuální styly
Windows Vista nabízí několik následujících stylů:
Windows Aero

Windows Aero je postaveno na kompozitním enginu zvaném Desktop Window Manager (DWM), díky kterému poskytuje plynulý pohyb oken a také přináší pomocí podpory 3D grafiky nové vlastnosti jako efektní přepínání oken (Windows Flip 3D), průhlednost oken a nabídek, hezčí ikonky přizpůsobené i vyšším rozlišením apod. Toto rozhraní má specifické požadavky na hardware, které bývají terčem kritiky. Je třeba použít grafickou kartu podporující WDDM, minimum je 128 MB grafické paměti v závislosti na použitém rozlišení. V edicích Windows Vista Starter a Home Basic není Aero obsaženo.
Windows Vista Standard
Obdobně jako Windows Aero používal DWM, ale některé efekty jako Windows Flip 3D, průhlednost a některé animace oken byly vypnuté, hardwarové nároky byly obdobné jako u plnohodnotného Aera. Tento vzhled byl určen pro edici Home Basic, který nahrazoval Aero.
Windows Vista Basic
Tento neakcelerovaný motiv nevyužíval DWM a je víceméně obdobou stylu Windows XP s několika přidanými efekty. Nevyžadoval grafickou kartu s podporou ovladačů WDDM a jeho nároky na grafickou kartu byly přibližně stejné jako u Windows XP. Tento vzhled byl zvolen jako výchozí pro počítače s nevyhovující grafickou pro provoz DWM a také výchozí vzhled edice Starter.
Windows Classic
Jednalo se o klasický vzhled evokující styl Windows 2000 a Windows Server 2003. Windows Vista obsahoval šest klasických barevných režimů, které se skládaly ze čtyř vysokokontrastních barevných schémat a výchozích barevných schémat z Windows 98 a Windows Me/Windows 2000.

## Odložené vlastnosti
Podle původních plánů měla Windows Vista zahrnovat WinFS (Windows File System), kombinaci relační databáze a vysokoúrovňového souborového systému, který měl fungovat na nové verzi Microsoft SQL Serveru (krycí název Yukon) a existujícího souborového systému NTFS. Microsoft však v srpnu 2004 oznámil, že se WinFS ve Windows Vista neobjeví; na začátku června 2006 pak oznámil, že vývoj WinFS ukončuje a části WinFS použije v nové verzi MS SQL serveru.

## Edice
Microsoft vydal celkem 6 různých edicí:
Windows Vista Starterobdoba Windows XP Starter pro rozvojové země (cena v přepočtu asi 1500–2000 Kč).
Windows Vista Home Basiczákladní nabídka pro domácí uživatele – odpovídá dřívějším Windows XP Home Edition, ale o proti ni nenabízela Windows media Center.
Windows Vista Home Premiumprémiová nabídka pro domácí uživatele, obsahuje grafické rozhraní Aero, aplikace Media Center a Tablet PC
Windows Vista Businessnástupce Windows XP Professional. Obsahoval nástroje pro kancelář a firemní prostředí.
Windows Vista Ultimatevše z výše zmíněných edicí, navíc obsahoval Windows Ultimate Extras, které nabízel jako jediná edice výhody pro vlastníky nejvyšší edice Windows, například 36 jazyků zdarma mezi kterými bylo možné přepínat. Dále jako jediná verze obsahovala obě instalační média pro platformy x86 a x64.
Windows Vista Enterpriseedice Business, rozšířená například o ochranu čipem TPM, Virtual PC 2007 a pokročilé šifrování disku Bitlocker.
Každá edice Visty, která obsahovala Windows Media Player 11, měla i speciální verzi vyžádanou Evropskou unií, která Windows Media Player neobsahovala. Tyto edice měli označení koncovkou „N“.

## Hardwarové požadavky
Všechny nové schopnosti systému Windows Vista vyžadují relativně vysoké nároky na hardwarové vybavení počítače oproti předchozí verzi systému Windows. Doporučené požadavky pro plnohodnotnou funkci systému a především pro plné využití grafického subsystému Windows Aero jsou:
- 1 GHz 32bitový (x86) nebo 64bitový (x86_64) procesor
- 1 GB systémové paměti
- Grafický procesor umožňující spuštění grafického rozhraní Windows Aero
- 128 MB grafické paměti
- Pevný disk s kapacitou 40 GB a s 15 GB volného místa
- Jednotka DVD-ROM
- Zvukový výstup
- Připojení k Internetu (pouze pro aktualizace)

Grafická karta s plnou podporou rozhraní DirectX 9, která splňuje následující předpoklady:
- Podporuje ovladač WDDM
- Podporuje v hardwaru program Pixel Shader 2.0
- Podporuje 32 bitů na pixel
- Adekvátní grafická paměť:
  - 64 MB grafické paměti pro jeden monitor s rozlišením menším než – 1280 × 1024 (1 310 720) pixelů
  - 128 MB grafické paměti pro jeden monitor s rozlišením menším než – 1920 × 1200 (2 304 000) pixelů
  - 256 MB grafické paměti pro jeden monitor s rozlišením vyšším než – 1920 × 1200 (2 304 000) pixelů

## Podpora
Operační systém Windows Vista přešel po pěti letech od vydání v roce 2012 do režimu tzv. rozšířené podpory, kdy byly opravovány bezpečnostní chyby, nešlo počítat s opravou jiných chyb nebo přidáváním nových funkcí. Tento druh podpory byl poskytován do 11. dubna 2017.

## Kritika
Kritizovanými vlastnostmi Windows Vista byla jejich cena, nekompatibilita s některým software i hardware, licenční politika, ochrana Digital rights management (DRM), Řízení uživatelských účtů (UAC), podobnost s Mac OS X, vysoké hardwarové požadavky.
Problémy způsobovala významná nekompatibilita se starším softwarovým vybavením a skutečnost, že jen málo odborníků si vědělo v případě potíží se systémem rady (ve srovnání s Windows XP). V důsledku toho prodejci počítačů při reklamacích raději nabízeli zákazníkům instalaci starších verzí operačního systému (nejčastěji Windows XP), což také mnozí zákazníci při koupi nového počítače sami vyžadovali. Někteří výrobci a prodejci počítačů již nainstalované Visty začali stahovat z prodeje. Vzhledem ke špatné reputaci systému, viceprezident konzultační společnosti Gartner označil Windows Vista za „úplnou katastrofu“ pro společnost Microsoft.
V Česku proběhl úspěšný pokus o vrácení peněz za nepoužitou instalaci Windows Vista.